# Fibromialgia
La fibromialgia es una enfermedad crónica que se caracteriza por dolor musculoesquelético generalizado, con una exagerada hipersensibilidad (alodinia e hiperalgesia) en múltiples áreas corporales y puntos predefinidos (tender points), sin alteraciones orgánicas demostrables. Se relaciona con una gran variedad de síntomas, entre los que destacan la fatiga persistente y el sueño no reparador. Además suele coexistir con otros trastornos reumatológicos y psiquiátricos.
A mediados del siglo XX, algunos autores consideraron la fibromialgia como un trastorno de somatización, es decir, pacientes que se quejan persistentemente de varios síntomas que no tienen un origen físico identificable. Sin embargo, en los últimos años y tras diversos estudios, esta creencia se ha desestimado. La fibromialgia está considerada como enfermedad por la Organización Mundial de la Salud desde 1992 y, si bien la definición nosológica y su consideración en el ámbito médico no ha estado exenta de controversia, los resultados de las investigaciones indican con bastante consenso que su origen es neurológico, y que el dolor resultaría de desequilibrios neuroquímicos a nivel del sistema nervioso central que generan alodinia e hiperalgesia generalizadas.
No existe una cura universal para la fibromialgia. Los tratamientos empleados van enfocados a controlar los síntomas, incluyendo el ejercicio, las terapias conductuales y ciertos fármacos. En una parte de pacientes se ha demostrado una relación con la sensibilidad al gluten no celíaca y la recuperación o mejoría con el seguimiento de una dieta sin gluten.

## Historia

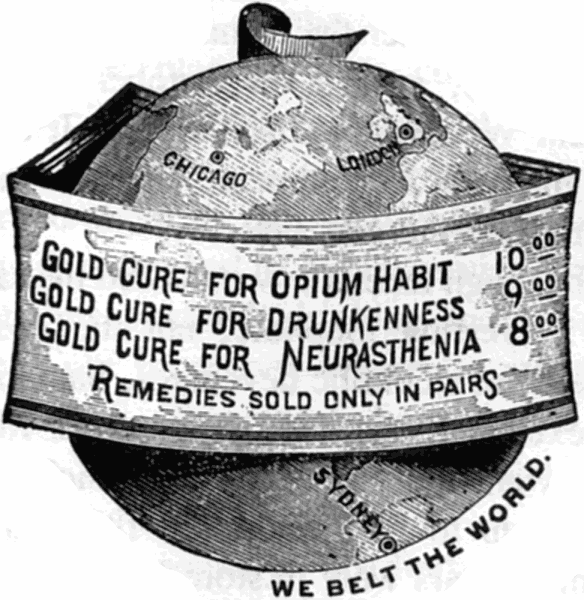
Propaganda de remedios incluyendo una aparente cura de la neurastenia, nombre dado en el a la fibromialgia.

El término fibromialgia (del latín fibra, fibra, que se refiere al tejido conjuntivo, del griego mio, músculo y algia, dolor) es relativamente reciente en la historia de la descripción de esta enfermedad.
En 1750, el médico británico sir Richard Manningham en su publicación "Síntomas, naturaleza, causas y cura de la febrícula o fiebre pequeña: comúnmente llamada fiebre nerviosa o histérica; la fiebre de los espíritus; vapores, hipo o bazo", cita descripciones similares a las hechas por Hipócrates que podrían corresponder a fibromialgia.
En 1843, el anatomista alemán Robert R. Floriep describe "puntos sensibles", en su tratado de patología y terapia de los reumatismos donde propone una asociación entre reumatismo y puntos dolorosos de músculos rígidos.
En 1881 el médico estadounidense George M. Beard escribió un libro llamado «American Nervousness» donde describe a pacientes con neurastenia que presentaban pérdida de fortaleza, fatiga o cansancio de manera crónica, y en quienes se constata la presencia de múltiples puntos dolorosos e hiperalgia.
En 1904, sir William R. Gowers se refiere como "fibrositis" a una condición en que asociaba el lumbago con dolores en los brazos y que él atribuía a "inflamación del tejido fibroso del músculo". En ese mismo año, Stockman, en Escocia, estudia un grupo de pacientes con rigidez y "un movimiento muscular doloroso" en los cuales describe biopsias musculares con "nódulos fibrosíticos".
En 1915, Llewellyn y Jones, definen fibrositis como "un cambio inflamatorio del tejido fibroso intersticial del músculo estriado". En 1936, Hench niega el origen inflamatorio de la fibrositis, y da comienzo al desarrollo de las teorías acerca del origen psicológico de la enfermedad. Hallyday, en 1937, también propone un origen psicológico de la fibrositis.
En 1946, el médico australiano Michael Kelly publicó una serie de estudios de la fibrositis basado en su propia experiencia de sufrir la enfermedad. En dichos trabajos, refuerza el concepto de puntos sensibles como eje central del diagnóstico, y propone una teoría ecléctica entre el origen psicológico y orgánico. En 1947, Boland y Corr, oficiales médicos del ejército estadounidense propusieron que la fibrositis no era más que un "reumatismo psicógeno". Phillip Ellman, en 1950, junto con David Shaw, respaldan esta teoría.
A partir de 1963, se establece una escuela psico-reumática donde se hace referencia al dolor por autoalimentación, en donde una personalidad especial provoca una tensión mantenida que genera espasmo muscular y éste, a su vez, genera dolor, completándose de esta manera el círculo estrés-espasmo-dolor. En 1968, Kraft, Johnson y Kabam, establecen criterios diagnósticos basados en los puntos sensibles, la dermatografia y el alivio con el enfriamiento a base de cloruro de etilo.
En 1972, Hugh Smythe describe la enfermedad en los términos modernos, "dolor generalizado y puntos de sensibilidad". En 1975, Harvey Moldofsky y el mismo Smythe, realizaron el primer estudio con electroencefalogramas, donde descubrieron que los pacientes con fibrositis mostraban un patrón de inclusión de ondas alfa, propias del sueño superficial, en el registro de ondas delta del sueño profundo, dando la impresión de un sueño no reparador. En 1976, Hench propone el término de "fibromialgia", y lo define como una forma de reumatismo no articular.
En 1992, la fibromialgia fue reconocida como una enfermedad por la OMS y clasificada con el código M79.7 de la Clasificación Internacional de Enfermedades, en cuya revisión CIE-10 la clasifica dentro de los reumatismos. Y desde ese año, cada 12 de mayo se celebra el Día Mundial de la Fibromialgia y del Síndrome de Fatiga Crónica.

## Clasificación
Durante la historia de la investigación de la fibromialgia se han propuesto varios sistemas de clasificación.
- En 1959, Rossenberg esbozó una clasificación para la entonces denominada "fibrositis". Posteriormente, en 1989,  Vitoli expone la necesidad de contar con una clasificación del "síndrome de fibromialgia primaria" o fibrositis.[5]
- En 1990, el Colegio Estadounidense de Reumatología, (ACR por sus siglas en inglés), estableció como criterio diagnóstico de fibromialgia, la presencia de dolor generalizado en conjunto con hiperalgesia en al menos 11 de 18 puntos de sensibilidad (tender points) definidos.  Se descartó la separación de fibromialgia primaria y secundaria, y se abstrajo de la presencia concomitante de otra enfermedad reumatológica.[6][5]
- En 1996, Turk y colaboradores pertenecientes al Servicio de Psiquiatría de la Universidad de Pittsburgh, definieron tres subgrupos entre los pacientes que cumplían con los criterios diagnósticos de fibromialgia de la ACR, de acuerdo con su perfil psicosocial, establecido mediante la aplicación de la prueba de personalidad West Haven-Yale Multidimensional Pain Inventory (MPI). Estos grupos son: disfuncional, con gran dolor y discapacidad (DYS: Dysfunctional); con menos dolor que el grupo anterior, pero con poca aceptación de su enfermedad por sus cercanos (ID: Interpersonally Distressed); con menos dolor y estrés emocional, y sin interferencia con actividades de la vida diaria (AC: Adaptative Copers).[5][25][26][27]
- En 2001, Hurtig estableció una diferencia entre los pacientes con fibromialgia de acuerdo con la respuesta al dolor inducido por cambios de temperatura en el dorso de la mano, definiendo de esta forma dos grupos de acuerdo con el umbral del dolor: un grupo sensible termal (tanto al frío como al calor) y otro grupo levemente sensible al calor. La orientación de esta definición es fundamentalmente terapéutica.[5][28]
- En 2003, Giesecke propuso unir la clasificación por perfil psicopatológico (promovido por el grupo de Turk) con el análisis personalizado de la respuesta al dolor (hiperalgesia y percepción dolorosa). Los resultados identificaron tres subgrupos de pacientes diferentes con un perfil psicopatológico muy bien definido, perfil que pudo relacionarse de una forma muy práctica con la forma en que cada uno de los subgrupos de pacientes afrontaba la respuesta al dolor.[5] Esta clasificación considera el estado de ánimo, midiendo el grado de depresión y ansiedad que el paciente pueda tener; considera aspectos cognitivos, evaluando el catastrofismo y control del dolor; y considera variables biológicas tales como umbral del dolor y evaluación de los puntos dolorosos.[29]
- En 2006, Blasco y sus colaboradores realizaron un amplio estudio sobre el perfil psicopatológico de los pacientes con fibromialgia, mediante la aplicación de los cuestionarios State-Trait Anxiety Inventory Estado/Rasgo (STAI-E/R), Beck Depression Inventory (BDI) y MMPI. Los autores propusieron una fórmula denominada «índice de perfil psicopatológico en fibromialgia» (Ippc), derivada del MMPI-2, que permite discriminar entre un "perfil A" y un "perfil B", los cuales indican la gravedad psicopatológica y, consecuentemente, el tipo de intervención psicoterapéutica más adecuada.[5]
- En 2007, Müller estableció una clasificación de fibromialgia basada en cuatro grupos:

1. Fibromialgia con extrema sensibilidad al dolor, sin enfermedad psiquiátrica asociada.
2. Fibromialgia acompañada de síndrome depresivo.
3. Depresión acompañada de síndrome de fibromialgia.
4. Fibromialgia debida a somatización.

Sin embargo, esta clasificación se basó en la experiencia personal de Müller sin análisis estadístico y la terminología utilizada es cuestionada por la comunidad psiquiátrica. Además, los grupos 2 y 3 son difíciles de diferenciar.

## Epidemiología
La fibromialgia afecta aproximadamente entre el 2 y el 5 % de la población general de diferentes países:
- Alemania: 3,2 %
- España: 2,4 % (Entre el 0,7 y el 20 % en diferentes estudios)[29]
- Estados Unidos: 2 %
- Francia: 1,4 %
- Italia: 3,7 %
- Portugal: 3,6 %
- Suecia: 2,5 %
- México 2,3 %

Afecta a las mujeres 10 veces más que los hombres.
Se observa mayoritariamente entre los 20 y los 50 años de edad, aunque existen casos de niños y ancianos aquejados de esta enfermedad. Entre el 10 y el 20 % de los ingresos a clínicas especializadas en reumatología reciben el diagnóstico de fibromialgia, sin embargo, se estima que alrededor del 90 % de quienes deberían enmarcarse en un cuadro de fibromialgia permanecen sin diagnóstico, ya sea por desconocimiento del personal sanitario acerca de la misma o porque muchos profesionales no la reconocen como enfermedad.
Las personas con artritis reumatoide y otras enfermedades autoinmunes tienden particularmente a desarrollar fibromialgia.

## Etiología
La etiología y patogenia de la fibromialgia no son entendidas completamente. Se ha observado su relación con trastornos del sistema nervioso central y periférico, alteración en los neurotransmisores y hormonas, alteraciones en el sueño, factores genéticos, alteraciones en el sistema inmunológico, alteraciones psiquiátricas, estrés físico o mental, y alteración en los tejidos periféricos. En algunos casos se ha relacionado con otras enfermedades reumatológicas, infecciones, trauma físico, sustancias químicas, vacunas y con la sensibilidad al gluten no celíaca.

### Sistema nervioso central
La principal causa de la fibromialgia es la sensibilización central, que se define como una respuesta dolorosa aumentada a la estimulación en el sistema nervioso central. Esta condición es similar a la que se presenta en otras enfermedades caracterizadas por el dolor crónico, tales como el síndrome del intestino irritable, cefalea tensional, los trastornos de la articulación temporomandibular, el síndrome miofascial, el síndrome de dolor regional complejo, el síndrome de las piernas inquietas, el síndrome uretral femenino, la cistitis intersticial y el trastorno por estrés postraumático entre otros.
Esta sensibilización central consiste en una mayor excitabilidad de la vía sensitiva y dolorosa a partir de la segunda neurona. A su vez, esta mayor excitabilidad es producto de estímulos dolorosos repetitivos, que llevan a una modulación endógena deficiente del dolor, en conjunto con un trastorno en los mecanismos de inhibición del dolor a nivel de la médula espinal. La plasticidad neural está modificada a largo plazo en los pacientes con fibromialgia, de tal forma, que un estímulo doloroso repetido o un estímulo normalmente no doloroso se percibe con mayor dolor al compararlo con personas sin este trastorno, manteniéndose esta condición durante la vida.
Hay numerosa evidencia acerca de que la génesis de la fibromialgia está fuertemente relacionada con la sensibilización central. Todos los pacientes con fibromialgia tienen una respuesta exagerada al dolor producido por compresión digital. Se ha demostrado hiperalgesia por dolorímetro o palpómetro. También se ha probado la respuesta al calor, al frío, a la electricidad, mediante pruebas sensoriales cuantitativas (QST). Los pacientes con fibromialgia son hipersensibles al calor, al frío, a la electricidad cutánea, a la electricidad intramuscular, al estímulo eléctrico del nervio sural, a la isquemia, y a la solución hipertónica salina intramuscular. Incluso más, se ha documentado alodinia frente al calor moderado, al frío y a la presión.  Se ha demostrado la sumación temporal usando calor, frío, y electricidad intramuscular.  También se ha demostrado hipersensibilidad al ruido en condiciones de laboratorio. Se ha documentado la sensibilidad aumentada al dolor utilizando RNMi en respuesta al estímulo de presión y al calor tanto nocivo como inocuo. Un estudio ha demostrado falta en el control inhibitorio del cerebro a estímulos somatosensoriales repetitivos no dolorosos, monitorizando potenciales evocados por evento por electroencefalograma.
Existe dentro de la comunidad médica una corriente que aboga por la utilización del concepto de Síndrome de Sensibilización del Sistema Nervioso Central (CSS por sus siglas en inglés) como un nuevo paradigma que sería de utilidad para enfocar la explicación y el diagnóstico de la fibromialgia y de enfermedades como la encefalomielitis miálgica y otros síndromes relacionados, que se presentan con frecuencia creciente como comorbilidades en estos pacientes. Actualmente, se definen las condiciones relacionadas con la sensibilización central como un constructo psicosocial, lo que resulta inapropiado. Términos tales como "síntomas sin explicación médica", "somatización", "trastorno de somatización" y "síndromes somáticos funcionales" deben ser abandonados en el contexto de la sensibilización central.
Los pacientes con fibromialgia no presentan anormalidades características en las pruebas rutinarias de laboratorio. Sin embargo, se han identificado anomalías en los estudios de investigación mediante neuroimagen especializada (por ejemplo, resonancia magnética) y otras técnicas, que revelan diferencias entre los pacientes con fibromialgia y los pacientes control.

### Sistema neuroendocrino
En los pacientes con fibromialgia se han encontrado alteraciones en el funcionamiento del eje hipotalámico-hipofisario-adrenal que pueden significar tanto una causa o predisposición a la enfermedad o bien una consecuencia de ella. Entre los hallazgos más consistentes están la disminución del cortisol tanto plasmático como urinario, así como una reducida respuesta a la estimulación corticotrópica. Finalmente, se ha demostrado que alteraciones en este eje representa una predisposición al desarrollo de la fibromialgia.
Una serie de alteraciones neurohormonales resultan comunes para la patología psiquiátrica y la fibromialgia:
- Descenso en los niveles de serotonina. Se trata de un neurotransmisor que, junto a la encefalina y la noradrenalina, inhibe las vías de transmisión del dolor, así como de su precursor, el triptófano.
- Aumento de la sustancia P en el líquido cefalorraquídeo. Esta sustancia fue descubierta en los años setenta y se conoció su asociación con la fibromialgia en 1994. Está muy relacionada tanto con las vías del dolor como con las de la depresión, puesto que disminuye los niveles de la hormona del crecimiento y del cortisol, hecho que está en relación con la deficiencia de serotonina por la malabsorción digestiva del triptófano, precursor de la serotonina.
- Alteraciones del eje hipotalámico-hipofisario-adrenal.
- Genotipo homocigoto Met/Met, más frecuente en enfermos con fibromialgia que en controles sanos. El mecanismo de incremento de la percepción del dolor por la reducción de la actividad enzimática de la C-O-Metil transferasa podría actuar a través de la disminución de la producción de encefalinas en algunas regiones del cerebro, con disminución de la respuesta al estímulo directo de la sustancia P; y mediante la estimulación de los receptores adrenérgicos beta 2 como resultado de valores elevados de catecolaminas en el sistema nervioso central.

### Trastornos del sueño
Los estudios con polisomnografía en pacientes que padecen fibromialgia demuestran alteraciones en la continuidad, la arquitectura y la estructura del sueño (sueño fragmentado, disminución de las fases profundas del sueño No Rem, entre otras).
Estudios de electroencefalografía (EEG) han demostrado que pacientes con fibromialgia, presentan intrusiones en el sueño de onda lenta y que las circunstancias que interfieren con la etapa cuatro del sueño, tales como el dolor, la depresión, la deficiencia de serotonina, ciertos medicamentos o la ansiedad, pueden causar o empeorar el trastorno. De acuerdo con la hipótesis de la alteración del sueño, un acontecimiento como un traumatismo o una enfermedad causa trastornos del sueño de tal manera que inicie el dolor crónico que caracteriza a la fibromialgia. La hipótesis supone que la etapa cuatro del sueño es fundamental para la función del sistema nervioso mediado por la serotonina y el triptófano, ya que es durante esta fase, que algunos procesos neuroquímicos en el cuerpo se "restablecen". En particular, el dolor provoca la liberación del neuropéptido sustancia P en la médula espinal, que tiene un efecto amplificador del dolor y causando que los nervios próximos a aquellos que inician el estímulo se vuelvan más sensibles al dolor. La teoría entonces supone que la falta de sueño, por cualquier motivo, puede convertirse en una fuente de inicio de la enfermedad y sus síntomas.

### Factores genéticos

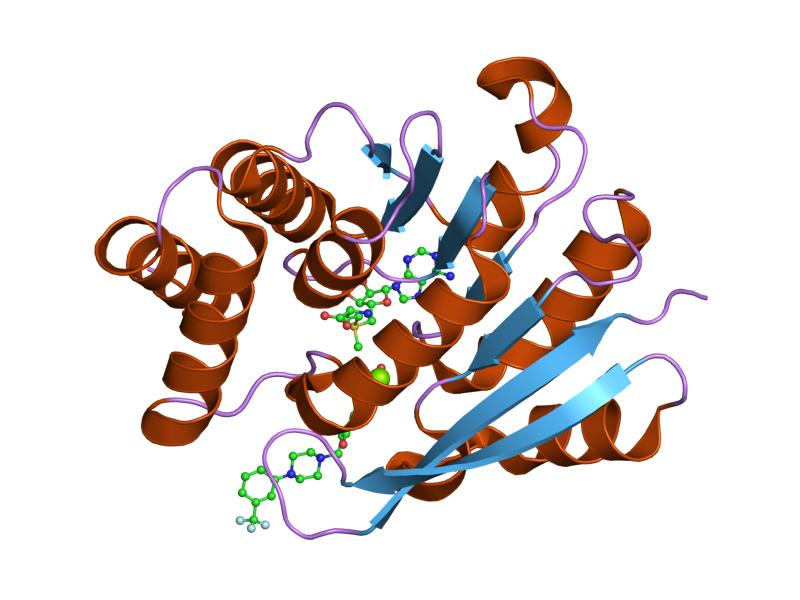
Representación gráfica de la molécula catecol O-metiltransferasa, cuyo gen COMT está involucrado en la probable etiología de la fibromialgia.

Algunas hipótesis apuntan hacia una predisposición genética, pues la fibromialgia es 8 veces más frecuente entre miembros de la misma familia, destacando especialmente las investigaciones sobre el gen COMT que codifica la enzima catecol O-metiltransferasa en la vía de las catecolaminas, así como genes relacionados con la serotonina y la sustancia P. En muchos casos, los pacientes con fibromialgia presentan bajos niveles del metabolito de la serotonina, el ácido 5-hidroxindolacético (5-HIAA), así como de triptófano (neurotransmisores encargados de la regulación del impulso nervioso) y elevados niveles de la sustancia P en el líquido cefalorraquídeo. También se ha hallado un bajo nivel de flujo sanguíneo a nivel de la región del tálamo del cerebro, y anormalidades en la función de las citocinas. Sin embargo, estas no son variaciones presentes exclusivamente en fibromialgia, pues se han encontrado patrones similares en otras enfermedades, incluyendo el síndrome de fatiga crónica, el síndrome del intestino irritable y la misma depresión.

### Factores psiquiátricos
Tanto la fibromialgia como el síndrome de fatiga crónica, ambos trastornos estrechamente relacionados, han sido considerados en el pasado como somatizaciones, es decir, pacientes que se quejan crónica y persistentemente de varios síntomas físicos que no tienen un origen físico identificable. Esta polémica en el diagnóstico ha resultado altamente perjudicial para las personas afectadas, dificultando o imposibilitando el manejo de su enfermedad y el alivio del elevado sufrimiento que causa. Actualmente, después de diversos estudios y una mejor comprensión de la fisiología de estos síndromes, esta errónea creencia se ha desestimado.
Tras la demostración por pruebas de neuroimagen de la integridad funcional de los núcleos y áreas cerebrales implicados en la depresión, ha quedado descartado que la fibromialgia sea una variante depresiva.
La fibromialgia está asociada a patología psiquiátrica. Dicha asociación puede ser causal, tratarse de una comorbilidad o ser una consecuencia de la propia fibromialgia. Asimismo, influye negativamente en el curso de la enfermedad, retrasando la mejoría del paciente.
La depresión y la ansiedad son patologías en cuya aparición influyen tanto causas internas como ambientales. Se ha descrito una mayor asociación de ambos trastornos con la fibromialgia. El mecanismo etiopatogénico de dicha asociación no está bien demostrado, pero se han barajado numerosas causas. Tanto la depresión como la ansiedad son patologías muy fuertemente unidas a cualquier tipo de enfermedad crónica y aparecen en un 30 % de ellas. Casi un 70 % de las personas que padecen dolor crónico presentan alteraciones psicológicas o psiquiátricas. Estas alteraciones psicopsiquiátricas provocan un estado de desánimo y el paciente entra en un círculo vicioso en el que los síntomas de la fibromialgia incrementan la sensación de desesperación, lo que deriva en un empeoramiento de las alteraciones psicopatológicas, e impide sobrellevar la fibromialgia. La alta prevalencia de ansiedad y depresión en los pacientes con fibromialgia se considera más bien una consecuencia de la propia enfermedad.
Existen varios estudios en los que se sugiere que la fibromialgia es consecuencia de los trastornos afectivos o de la depresión. Otros autores afirman que se trata de una cuestión de comorbilidad y que el estado de ánimo deprimido es una consecuencia de la fibromialgia, debido a la dificultad que entraña el dolor para realizar las actividades cotidianas, así como la anticipación al mismo evitando ciertas actitudes que pudieran desencadenar dolor; esto hace que el paciente se suma en un estado de ánimo deprimido, de la misma forma que ocurre con otras enfermedades crónicas incapacitantes.
Un estudio realizado en 1992 establece tres hipótesis diferentes, describiendo la fibromialgia como una manifestación de la depresión, la depresión como una consecuencia de la fibromialgia y la existencia de anormalidades fisiopatológicas comunes a ambas patologías.
Otra hipótesis sugerida determina que el trastorno psiquiátrico se debe a la indefensión que experimenta el paciente como consecuencia del desconocimiento de las causas de sus dolores, por lo que el desconcierto ante el futuro de su enfermedad le provoca un estado de ansiedad.
Otros estudios formulan que la depresión y la ansiedad están independientemente relacionadas con la intensidad del dolor; que la existencia de comorbilidad psiquiátrica en la fibromialgia supone un empeoramiento funcional grave para los pacientes; o que la fibromialgia consiste en una activación del sistema inmunológico, mientras que la depresión es consecuencia de una supresión del mismo, lo que supondría un criterio de diagnóstico diferencial de ambas patologías.
Un estudio centrado únicamente en la ansiedad, recogió que esta está presente en todos los pacientes con dolor crónico y es mayor en los fibromiálgicos. Dicha relación se ve fuertemente beneficiada de los programas de reducción de ansiedad en pacientes con fibromialgia (círculo dolor-ansiedad-tensión-dolor).

### Sensibilidad al gluten no celíaca
Los trabajos de dos científicos españoles, el gastroenterólogo Luis Rodrigo Sáez y el reumatólogo Carlos Isasi Zaragozá, han servido como punto de partida para establecer la hipótesis de que la sensibilidad al gluten no celíaca puede ser la causa de al menos una parte de los casos de fibromialgia.
En agosto de 2014, Rodrigo y colaboradores publicaron, por primera vez en el mundo, una serie de casos de clara mejoría de los síntomas de la fibromialgia únicamente mediante la dieta sin gluten en personas con pruebas negativas para enfermedad celíaca. El estudio incluyó un grupo de 97 pacientes con fibromialgia y síntomas compatibles con un síndrome del intestino irritable.
A finales de ese mismo año (noviembre de 2014) se publicó un segundo trabajo en la misma línea que obtuvo similares conclusiones, corroborando los hallazgos de Luis Rodrigo Sáez, esta vez a cargo de Carlos Isasi Zaragozá. El estudio incluía 20 pacientes con fibromialgia sin enfermedad celíaca, que mejoraron cuando se les retiró el gluten de la dieta. Las investigaciones de Isasi y colaboradores se iniciaron en 2008, con un estudio prospectivo destinado a evaluar el efecto terapéutico de la dieta sin gluten en pacientes con fatiga crónica, fibromialgia y dolor músculo-esquelético crónico generalizado, en los cuales los tratamientos previos no tuvieron éxito. La dieta sin gluten logró una clara mejoría en una importante proporción de los pacientes.

### Otras
Diversas teorías han propuesto que la fibromialgia puede producirse debido a ciertos factores ambientales. Existen descripciones de casos de fibromialgia en los que las manifestaciones clínicas coinciden con las de una infección viral, como el Epstein-Barr, o bacteriana (por ejemplo, la enfermedad de Lyme) que conlleve a una reacción inmune aberrante. Sin embargo, aún no se ha podido establecer una correlación bien definida entre los síntomas y estos problemas de salud.
Asimismo, se ha barajado una posible implicación de la hipersensibilidad al níquel como causa de la fibromialgia, del síndrome de fatiga crónica y de diversos síntomas, como trastornos gastrointestinales, dolor de cabeza e infecciones recurrentes en general. Sin embargo, los datos disponibles en la literatura médica no son concluyentes y los estudios carecen de evidencias claras.
John E. Sarno propuso que la fibromialgia es una forma severa de síndrome de miositis tensional. Esta teoría no está aceptada de forma oficial.

## Patogenia
Durante mucho tiempo se ha asignado erróneamente a la fibromialgia el carácter de enfermedad psicológica o psicosomática a tal punto que se le denominaba reumatismo psicogénico. Sin embargo, estudios de resonancia magnética realizados en pacientes con este problemas de salud han permitido comprobar que los dolores se expresan como estimulaciones de baja intensidad —a diferencia de las personas sanas— de las áreas del cerebro responsables del dolor, como la corteza somatosensorial primaria y secundaria somatosensorial, la corteza prefrontal, el lóbulo parietal inferior, la corteza cingular anterior, la Ínsula, los ganglios basales, el putamen y el cerebelo. Es probable que ese bajo umbral de tolerancia al dolor cause que el paciente con fibromialgia presente hiperestesia, un estado de dolor excesivo a la presión y otros estímulos.
De todos modos continúa el debate respecto a si la fibromialgia es una enfermedad en sí misma o si es, en realidad, un conjunto de síntomas (es decir, un síndrome) correspondiente a enfermedades reumatológicas, neurológicas o inmunológicas, de difícil y costoso diagnóstico o si, simplemente, se trata de la acentuación de un conjunto de procesos (fatiga, trastornos del sueño, dolores, etc.) que no constituyen una enfermedad en sí mismos aunque su conjunción genere importantes problemas para la vida normal de quien los padece. Como muchos de los síntomas son comunes de otros trastornos, los pacientes con fibromialgia que no reciben un diagnóstico correcto y quienes no son informados con detalle sobre su enfermedad suele provocárseles un incómodo y costoso peregrinaje por distintos sistemas y servicios de salud con la consecuente propuesta de una lista de pruebas paraclínicas y terapias no específicas, a veces agresivas y con efectos iatrogénicos, que empeora el pronóstico del proceso y vuelve incierto el futuro del paciente.
No se han detectado alteraciones físicas en los puntos que el paciente afirma dolorosos, razón por la cual las hipótesis más actuales al respecto de su causa se dirigen hacia la neurociencia, en busca de fenómenos de sensibilización a nivel del sistema nervioso central y mantenimiento del dolor por alteraciones en las respuestas de los neuromediadores. Aunque el resultado del examen físico general casi siempre es normal y las personas tienen un aspecto saludable, un examen cuidadoso de los músculos de las personas con fibromialgia revela zonas sensibles al tacto en lugares específicos, llamados puntos hipersensibles. Estos son áreas del cuerpo que resultan dolorosas cuando se ejerce presión sobre ellas. La presencia y el patrón de estos puntos característicamente hipersensibles diferencian la fibromialgia de otras afecciones.

## Cuadro clínico

Síntomas de la fibromialgia.

### Dolor
El principal elemento caracterizador de la fibromialgia es el dolor musculoesquelético difuso y generalizado o rigidez prominente que afecta al menos 3 localizaciones anatómicas por más de 3 meses, sin lo cual no se puede realizar el diagnóstico del trastorno. El dolor suele ser intenso y en muchas ocasiones difícil de describir, y en general, empeora con el ejercicio físico intenso, el frío y el estrés emocional.
Los sitios frecuentes en los cuales se presentan los síntomas de fibromialgia incluyen la región lumbar (espalda baja), cuello, tórax y muslos. La alteración de los músculos se refiere a un calambre doloroso y localizado que en ocasiones se asocia con otros problemas (embarazo, por ejemplo). En algunos casos se observa espasmo muscular localizado.
Otros síntomas adicionales pueden incluir incontinencia urinaria, dolor de cabeza, migrañas, movimientos periódicos anormales de las extremidades (movimientos paroxísticos), en especial de las piernas (síndrome de pierna de gatillo), dificultad de concentración y dificultad para recordar cosas (mala memoria); también es frecuente un aumento de la sensibilidad táctil, escozor generalizado, resequedad de ojos y boca, zumbidos y campanilleos en los oídos (acúfenos), alteraciones de la visión (fosfenos) y algunos síntomas neurológicos de incoordinación motora. Se ha asociado a la enfermedad de Raynaud como una manifestación clínica de rara presentación durante el curso de esta enfermedad.

### Trastornos psíquicos
Entre el 70 y el 90 % de quienes padecen fibromialgia refieren también trastornos del sueño, expresados como un sueño no reparador, ligero e inestable. Se suelen asociar además un grupo heterogéneo de síntomas incluyendo debilitamiento intenso (adinamia) y hasta incapacitante (astenia), alteraciones del ritmo intestinal, rigidez en las extremidades superiores o inferiores, y muy frecuentemente episodios depresivos acompañados de crisis de ansiedad. Los trastornos del sueño son muy frecuentes en pacientes con dicha patología. Estos trastornos consisten básicamente en abundantes pesadillas, sueño no reparador, que puede ser el causante de un trastorno conocido como hipersomnio diurno, y gran cantidad de descargas dolorosas en los músculos durante el sueño.

### Cansancio y fatiga
La fatiga en grado extremo está presente en todas las actividades que realizan las personas con fibromialgia, por lo que sus tareas cotidianas se ven inevitablemente dificultadas. Dependiendo de la gravedad y de la variación del grado, este cansancio puede ser desde soportable hasta una discapacidad casi infranqueable que limita sus tareas tanto en el ámbito familiar como en el profesional.
Aunada inseparablemente a este cansancio, como causa que lo aumenta y agrava, está la mala calidad del dormir, que impide a quienes tienen este padecimiento tener un sueño reparador y, por consiguiente, impedirá el descanso lo que acentuará el cansancio y la fatiga en el futuro.

### Enfermedades asociadas
La fibromialgia se diagnostica más frecuentemente en individuos que padecen ciertas enfermedades, como la artritis reumatoide, el lupus eritematoso sistémico y la espondilitis anquilosante (artritis espinal). Asimismo, los pacientes con fibromialgia pertenecen a los denominados "grupos de riesgo" de padecer enfermedad celíaca. En un gran número de casos, existen hallazgos objetivos de otras enfermedades asociadas, en la mayoría de las ocasiones artrosis o un síndrome doloroso de partes blandas localizado.

## Diagnóstico

Los 18 puntos dolorosos asociados con el diagnóstico de fibromialgia

Antes de hacer un diagnóstico de fibromialgia, los pacientes deben ser evaluados a fondo para determinar la presencia de otros trastornos.
Muchos casos de fibromialgia no se adaptan con precisión a un conjunto estandarizado de criterios diagnósticos. Sin embargo, no se cree que sea un diagnóstico por exclusión, aunque algunos autores lo hayan etiquetado como tal. Debido a que hay una ausencia de criterios diagnósticos definitivos y absolutos que se puedan aplicar de manera general a todos los pacientes, los médicos a menudo recurren al diagnóstico de fibromialgia después de que las pruebas que realizan para otros diagnósticos diferenciales resulten negativas.
En lugar de asumir un diagnóstico de fibromialgia, considerar cuidadosamente una multitud de posibles diagnósticos disminuirá la probabilidad de un diagnóstico erróneo. (Véase el apartado Diagnóstico diferencial.)
Los pacientes con fibromialgia no presentan anormalidades características en las pruebas de laboratorio. Sin embargo, los estudios de laboratorio de rutina y de imagen son importantes para ayudar a descartar enfermedades con síntomas similares y para ayudar en el diagnóstico de ciertas enfermedades inflamatorias que aparecen frecuentemente junto con la fibromialgia. No existe una prueba específica —ni analítica, ni de imagen, ni patológica— para el diagnóstico de la fibromialgia; por lo tanto, cualquier prueba que se realice se hará principalmente para excluir otras enfermedades que pueden simular a la fibromialgia o para descartar una enfermedad asociada. Si no hay motivos de sospecha clínica de otras enfermedades que requieran técnicas de diagnóstico por imágenes (por ejemplo, enfermedades articulares), no se recomienda realizar radiografías u otras pruebas de imagen.
Lo aconsejado por los expertos es solicitar unos análisis, incluyendo un hemograma -recuento celular sanguíneo completo-, velocidad de sedimentación globular (VSG), enzimas musculares pruebas de función tiroidea, proteína C reactiva (PCR), un perfil bioquímico general, estudio del hierro (hierro sérico, capacidad total de fijación del hierro, índice de saturación y ferritina), vitamina D, vitamina B12, magnesio, análisis de orina y, probablemente, algunas pruebas reumáticas, como factor reumatoide y ANAs. Algunos autores desaconsejan la realización de estas últimas pruebas de modo sistemático, pues pueden ser positivas en la población sana y por sí mismas tienen un pobre valor predictivo. Dependiendo de la historia clínica y el examen médico, pueden ser necesarias más pruebas sanguíneas, si se sospecha de otros diagnósticos diferenciales.
Es aconsejable, mediante una cuidadosa historia clínica, identificar la presencia de trastornos del sueño o del estado de ánimo, y actuar en consecuencia. Los estudios del sueño pueden ser útiles en pacientes cuyo sueño no mejora con las medidas conservadoras habituales (por ejemplo, la eliminación de la cafeína, la prescripción de hipnóticos o de antidepresivos tricíclicos nocturnos). Estos estudios se pueden realizar como parte de una evaluación formal por un neurólogo o un neumólogo con experiencia en trastornos del sueño.
Como tal, el diagnóstico de la fibromialgia se basa en los síntomas del paciente, consistentes fundamentalmente en dolor difuso y crónico. Los pacientes refieren artralgias —dolores articulares— y mialgias —dolores musculares—, pero no hay evidencias objetivas de inflamación articular o muscular en la exploración física, ni en los análisis. A la exploración se encuentran múltiples puntos dolorosos a la presión en localizaciones extraarticulares.
El diagnóstico de fibromialgia debería ser considerado en cualquier paciente que se queje de que "me duele todo". En general, la mayoría de los médicos diagnostican el síndrome de fibromialgia por la sintomatología clínica, la exploración física y la exclusión de otros procesos que puedan causar síntomas semejantes. Con el objetivo de un diagnóstico precoz y aplicando criterios para una buena relación de coste-efectividad, algunos autores desaconsejan una búsqueda general, sin una orientación clínica clara —“vamos a ver si encontramos algo”— para descartar cualquier potencial causa de dolor y cansancio.

### Criterios de fibromialgia
Criterios ACR de 1990.
En 1990 el American College of Rheumatology (ACR) propuso unos criterios de clasificación, para proporcionar cierta homogeneidad en los estudios clínicos, que han sido aceptados y usados durante estos años de modo general. Estos criterios exigen para el diagnóstico de fibromialgia la presencia de dolor generalizado, afectando ambos lados del cuerpo —izquierdo y derecho—, así como por encima y por debajo de la cintura, de más de 3 meses de duración, junto con la presencia de al menos 11 de los 18 posibles puntos dolorosos a la presión (tender points).
| Criterios del ACR de 1990 para el diagnóstico de Fibromialgia | Criterios del ACR de 1990 para el diagnóstico de Fibromialgia                                                              | Criterios del ACR de 1990 para el diagnóstico de Fibromialgia |
| Criterio | Definiciones |                                                               |
| --- | --- | ------------------------------------------------------------- |
| Historia de dolor generalizado | Historia de dolor afectando ambos lados del cuerpo —izquierdo y derecho— , así como por encima y por debajo de la cintura. |                                                               |
| Puntos dolorosos | Valoración de dolor a la presión en los 18 puntos dolorosos —tender points— (ver figura).                                  |                                                               |
| Para el diagnóstico de fibromialgia se debe cumplir: Dolor generalizado, de más de tres meses de duración + Al menos 11 de los 18 puntos dolorosos a la presión. | |                                                               |

Estos sencillos criterios tienen una sensibilidad y especificidad superior al 85 % para diferenciar a los pacientes con fibromialgia de aquellos con otras enfermedades reumáticas. En la práctica clínica, el diagnóstico de fibromialgia puede ser hecho si la historia clínica es consistente y se han descartado otros procesos, aunque no se tengan 11 puntos dolorosos. Por otra parte, es frecuente que los pacientes con fibromialgia tengan dolor a la presión en múltiples zonas del cuerpo, además de en los puntos dolorosos.
Los criterios de la ACR para la clasificación de los pacientes se establecieron originalmente como criterios de inclusión para fines de investigación y no fueron pensados para el diagnóstico clínico, pero se han convertido de facto en criterios diagnósticos en el ámbito clínico. El número de puntos dolorosos, ha sido una cuestión controvertida, pues pueden variar con el tiempo y las circunstancias, y es un dato subjetivo —el médico presiona y el paciente dice que le duele—. Por otra parte, un buen número de pacientes con otros problemas y de la población general tienen un recuento elevado de puntos dolorosos, mientras que aproximadamente un 20 % de los pacientes diagnosticados de fibromialgia pueden no cumplir el criterio de los puntos dolorosos.
Criterios ACR de 2010.

Áreas del índice de dolor generalizado (IDG)

En 2010, el ACR aprobó unos criterios diagnósticos para la fibromialgia que no requieren el examen de los puntos dolorosos y se enfocan más en la presencia de múltiples síntomas y su intensidad, pudiendo también facilitar la realización de un diagnóstico más seguro de fibromialgia a los no especialistas. Estos criterios muestran una buena correlación con los de 1990.
Para el diagnóstico de fibromialgia, estos criterios utilizan un sistema de puntuación en el que se valora el Índice de dolor generalizado (IDG) —número de zonas corporales dolorosas entre 19 posibles, en las dos semanas anteriores— y el Índice de severidad de los síntomas (ISS) —valoración del grado de cansancio, sueño no reparador, síntomas cognitivos y síntomas somáticos generales—.
| Criterios ACR de 2010 para el diagnóstico de Fibromialgia | Criterios ACR de 2010 para el diagnóstico de Fibromialgia | Criterios ACR de 2010 para el diagnóstico de Fibromialgia |
| Índice | Variables | Puntuación |
| --- | --- | --- |
| Índice de dolor generalizado (IDG): | Hombro (Derecho/Izquierdo) Brazo (Derecho/Izquierdo) Antebrazo (Derecho/Izquierdo) Cadera (Derecha/Izquierda) Muslo (Derecho/Izquierdo) Pierna (Derecha/Izquierda) Mandíbula (Derecha/Izquierda) Pecho Abdomen Espalda alta Espalda baja Cuello. | Un punto por cada zona dolorosa, en las 2 semanas previas (Puntuación total 0-19) |
| Índice de severidad de los síntomas (ISS) | 1. Cansancio. 2. Sueño no reparador 3. Síntomas cognitivos 4. Síntomas somáticos* | 0: no síntomas 1: síntomas ligeros: leves o intermitentes 2: síntomas moderados: considerables y frecuentes 3: síntomas severos: graves y continuos. > Para los síntomas somáticos: 0: sin síntomas. 1: pocos síntomas (1-10). 2: moderados síntomas (11-24). 3: muchos síntomas (25 o más) (Puntuación total 0-12) |
| Es necesario cumplir las 3 condiciones: IDG ≥7 y ISS ≥ 5 o IDG 3-6 y ISS ≥ 9 La duración de los síntomas debe ser de al menos tres meses No se explica el dolor por otro trastorno | | |
| * Síntomas somáticos: Dolor muscular, síndrome de intestino irritable, cansancio, problemas de memoria o concentración, debilidad muscular, dolor de cabeza, dolor o calambres en abdomen, hormigueos o entumecimiento, mareos, insomnio, depresión, estreñimiento, dolor en la parte alta del abdomen, náuseas, nerviosismo, dolor torácico, visión borrosa, fiebre, diarrea, boca seca, picores, pitidos al respirar, fenómeno de Raynaud, urticaria, zumbidos de oídos, vómitos, acidez de estómago, úlceras en la boca, pérdida o cambio del gusto, convulsiones, ojos secos, falta de aliento, pérdida de apetito, erupción cutánea, intolerancia al sol, trastornos auditivos, frecuentes hematomas, caída de pelo, pérdida de peso, urgencia urinaria, dolor al orinar, espasmos de vejiga. | | |

En el año 2011 se realizó una modificación de estos criterios  –modificación de 2011 de los criterios ACR de 2010–, para permitir su utilización en estudios clínicos y epidemiológicos sin la necesidad de un examinador, requiriendo solo el rellenado de un cuestionario por el propio paciente. Por otra parte, esta modificación evita la necesidad de remitir al paciente al reumatólogo solo para realizar el diagnóstico. Estos criterios modificados han sido validados en diversos grupos, incluyendo la población española, y en alteraciones dolorosas crónicas variadas.
La utilización de estos criterios modificados para el diagnóstico de fibromialgia ha sido sujeto de controversia en la comunidad médica.
La fibromialgia, como el dolor de cabeza, el síndrome del intestino irritable, el síndrome de fatiga crónica y otros síndromes funcionales, seguirá siendo un diagnóstico controvertido debido a la ausencia de alteraciones objetivas que expliquen las quejas. Más controvertido es aún el uso de estos criterios, que tienen una utilidad diagnóstica, para valorar el daño corporal o su uso en litigios.

## Diagnóstico diferencial
Dada la diversidad de síntomas, las patologías que deben considerarse para la realización del diagnóstico
diferencial son múltiples.
Los cuadros de los que hay que diferenciar a la fibromialgia son fundamentalmente la artritis reumatoide y el lupus eritematoso sistémico (poliartritis, alteraciones sistémicas, aumento de VSG o PCR), la polimialgia reumática (aumento de VSG, rigidez, edad elevada), miositis (debilidad muscular y elevación de enzimas musculares), hipotiroidismo (alteración en las pruebas de función tiroidea), hiperparatiroidismo (hipercalcemia) y neuropatías (historia clínica y eventual estudio neurofisiológico). También el síndrome de dolor miofascial, siendo frecuente que un paciente con fibromialgia tenga además esta condición clínica añadida, mientras que no se da a la inversa.
Otras patologías a considerar incluyen trastornos afectivos (como la depresión), la enfermedad celíaca (poco valorada y conocida, puede causar dolor generalizado y fatiga si no se diagnostica y no se trata; es preciso asumir la importante negatividad de los anticuerpos antitransglutaminasa, que dan falsos negativos hasta en cerca de 48% de los casos), la sensibilidad al gluten no celíaca (que con frecuencia esconde una enfermedad celíaca no reconocida ni diagnosticada), la costocondritis, la hepatitis C (más del 15% de los pacientes presentan criterios de fibromialgia, al inicio de la enfermedad hepática), hipofosfatemia (debida a laxantes o antiácidos; ocasiona debilidad muscular, pero raramente dolor muscular), compresión de alguna raíz lumbar (los síntomas solo ocurren en un miembro inferior y suelen empeorar con la maniobra de Valsalva), meningoencefalitis no virales (con secuelas crónicas, con cefalea y dolor difuso), la apnea del sueño (puede originar dolor y fatiga), enfermedades paraneoplásicas (los tumores de pulmón producen de forma significativa sintomatología neurológica, que suele aparecer bruscamente, y en varones fumadores y de mayor edad), las encefalitis y meningitis postvirales, la distrofia simpático refleja (el dolor se localiza en un miembro y existen síntomas vasomotores), estenosis espinal, trastornos de la articulación temporomandibular, enfermedades metabólicas óseas (osteomalacia/osteoporosis), coexistencia de varios reumatismos de partes blandas, miopatías metabólicas, infecciones virales (parvovirus B19, Epstein-Barr) y el síndrome de fatiga crónica.

## Tratamiento
Aunque todavía no existe una cura universalmente aceptada para la fibromialgia, hay tratamientos que han demostrado durante ensayos clínicos controlados ser eficaces en la reducción de los síntomas como la educación del paciente, el ejercicio, las terapias conductuales y el consumo de ciertos fármacos.
La fibromialgia puede ser difícil de tratar y se suele tener mejores resultados si el tratamiento es manejado por médicos de varias disciplinas familiarizados con esta condición y su tratamiento, una aproximación denominada tratamiento multidisciplinario. Algunos especialistas involucrados en el tratamiento de la fibromialgia incluyen médicos de cabecera, internistas generales, reumatólogos, fisioterapeuta, entre otros. Algunas ciudades de gran tamaño cuentan con clínicas para el dolor o una clínica especializada en reumatología donde se puede obtener tratamiento específico para la fibromialgia.
Entre las terapias no farmacológicas, las intervenciones nutricionales están demostrando actualmente una creciente importancia. Los programas incluyen la educación nutricional, dietas específicas, suplementos nutricionales y estrategias para perder peso.
Se ha de tener en cuenta que mucha gente afectada por la fibromialgia ha estado parte de su vida yendo de un médico a otro sin saber qué le pasaba. La educación sanitaria, la información y la comunicación con otras personas afectadas son una forma importante de terapia. El personalizar el plan de tratamiento suele ser efectivo para que se adapte a las necesidades individuales de cada paciente. Algunos pacientes presentan síntomas leves y necesitan muy poco tratamiento una vez que comprenden el trastorno que padecen y lo que la empeora. Otras personas, sin embargo, necesitan un programa de cuidado completo, que incluirá medicamentos, ejercicio y entrenamiento acerca de las técnicas para el manejo del dolor.
La estimulación magnética transcraneana reduce el dolor en pacientes con fibromialgia, con resultados comparables con las terapias farmacológicas.

### Tratamiento farmacológico
En el tratamiento de la fibromialgia se incluyen fármacos de los siguientes tipos:
- Antidepresivos tricíclicos.
- Inhibidores selectivos de la recaptación de serotonina.
- Antidepreseivos inhibidores duales de la recaptación de la serotonina y la noradrenalina.
- Inhibidores reversibles de la monoaminooxidasa.
- Antiinflamatorios no esteroidales.
- Antiepilépticos (o «reguladores del ánimo»).
- Agonistas GABA.
- Hipnóticos.
- relajantes musculares.
- Terapia hormonal.

#### Antidepresivos tricíclicos
Los antidepresivos tricíclicos, tales como la amitriptilina y la doxepina, se han usado extensamente para el tratamiento de la fibromialgia, y han demostrado tener resultados beneficiosos en la calidad del sueño, el bienestar general y en el nivel del dolor en un 25 a un 37% de los pacientes y en un grado de hasta cuatro veces mejor que comparado con placebo. No obstante, el dolor a la estimulación de los puntos sensibles no desaparece.
Estos fármacos actúan elevando el nivel de serotonina, noradrenalina y dopamina en el cerebro. Los niveles bajos de serotonina no están vinculados únicamente con la depresión clínica, sino también con los trastornos del sueño asociados con la fibromialgia. En dosis menores a 50 mg al día, la amitriptilina mejora los síntomas de las personas con fibromialgia.
Otras acciones de los antidepresivos tricíclicos son anticolinérgicos, antihistamínicos, y bloqueadores alfa adrenérgicos, originan efectos secundarios tales como somnolencia diurna, estreñimiento, cefaleas, sequedad de la boca y aumento del apetito lo que, a su vez, puede generar trastornos nutricionales. Estos efectos secundarios raramente son graves, pero pueden resultar molestos.

#### Inhibidores selectivos de la recaptación de serotonina
Se han utilizado fluoxetina, citalopram, sertralina y paroxetina. La fluoxetina en dosis relativamente altas mejora el dolor general, los síntomas depresivos y la fatiga. El citalopram no ha demostrado resultados positivos. La sertralina ha demostrado mejorías someras. En resumen, esta familia de medicamentos ha demostrado poca efectividad en el tratamiento de la fibromialgia.
No obstante lo anterior, la combinación de antidepresivos tricíclicos con inhibidores selectivos de la recaptación de serotonina, aumenta los beneficios de cada fármaco, logrando una mejor respuesta que cada uno por sí solo.

#### Antidepresivos inhibidores duales de la recaptación de la serotonina y la noradrenalina
La venlafaxina, el milnacipram y la duloxetina son fármacos de esta familia utilizados en el tratamiento de la fibromialgia.

#### Inhibidores reversibles de la monoaminooxidasa
La moclobemida y el pridinol son fármacos de esta familia usados en el tratamiento de la fibromialgia.

#### Antiinflamatorios no esteroidales
Los medicamentos antiinflamatorios que se utilizan para tratar muchas afecciones reumáticas no son útiles para las personas con fibromialgia, ya que una característica de la misma es que no existen patologías en los músculos pese a sentir dolor el paciente. Sin embargo, se ha reportado que dosis moderadas de fármacos antiinflamatorios no esteroideos (AINEs) o de analgésicos pueden aliviar parte del dolor aunque no se ha evaluado la extensión del efecto placebo en estos casos, probablemente importante al tratarse de pacientes con una larga trayectoria de contactos con el sistema de salud.
Una subcategoría de los AINEs, principalmente los selectivos en la inhibición de la COX-2, también puede proporcionar alivio del dolor, causando menos efectos secundarios sobre el estómago e intestino que los AINEs tradicionales.

#### Antiepilépticos
Recientemente se han realizado estudios para la utilización con éxito de anticonvulsivos o antiepilépticos; la pregabalina  y la gabapentina se emplean con éxito en el tratamiento del dolor agudo en enfermedades neurológicas como el síndrome de Guillain-Barré, las polineuropatías periféricas y la esclerosis múltiple, así como la fibromialgia. Recientemente se ha publicado una revisión de la Colaboración Cochrane que concluye que la gabapentina reduce el dolor en un tercio de los pacientes con dolor neuropático. Estos medicamentos no provocan efectos secundarios adversos sobre el sistema digestivo (estómago, intestino e hígado). Su principal efecto secundario es el pérdida de peso, que a su vez favorece una mayor fatiga y dolores en ciertos puntos como rodillas, tobillos, espalda, etc.[cita requerida]

#### Terapia hormonal
Recientemente se han iniciado ensayos clínicos usando la Terapia hormonal sustitutiva (estrógenos en parche) en el tratamiento de la fibromialgia (ante la hipótesis de que un descenso de los niveles plasmáticos de estrógenos puede condicionar un descenso del umbral del dolor), con pobres resultados por ahora.[cita requerida]

### Tratamientos no farmacológicos
Es recomendable intentar evitar determinadas terapias que no han sido sometidas a estudios relevantes, ni evaluadas mediante criterios independientes y que con frecuencia son presentadas mediante técnicas de publicidad engañosa.
Las intervenciones nutricionales están demostrando actualmente una creciente importancia. Los programas incluyen la educación nutricional, dietas específicas y estrategias para perder peso. Los suplementos alimenticios que aporten nutrientes celulares y liberen radicales libres del organismo pueden ayudar en gran manera con los dolores y combatir la enfermedad. Un suplemento alimenticio muy utilizado es el magnesio. Además, existen estudios recientes que apuntan que algunas terapias alternativas, como el yoga, pueden aliviar el dolor causado por la fibromialgia. Otras opciones consisten en masajes, ejercicios acuáticos y terapia ocupacional.

#### Dieta sin gluten
La dieta sin gluten ha demostrado ser un eficaz tratamiento que consigue la remisión total o la mejoría de los síntomas en una parte de pacientes con fibromialgia, en los cuales el cuadro clínico es motivado por la presencia de una enfermedad celíaca no reconocida ni diagnosticada, o una sensibilidad al gluten no celíaca.

#### Ejercicio físico
Uno de los principales tratamientos no farmacológicos para la fibromialgia es el ejercicio físico, ya que según varios estudios científicos contribuye a reducir el dolor, mejora la calidad del sueño y otorga multitud de beneficios en el bienestar psicológico, como la reducción de la ansiedad y de la depresión. También mejora la función física del paciente con menor sensación de fatiga, mayor capacidad aeróbica, mayor flexibilidad, movilidad artícular y fuerza muscular. Todo ello contrubuye a mejorar sustancialmente la calidad de vida de estos pacientes. Es asimísmo frecuente la inactividad física en las personas con fibromialgia, como consecuencia de su dolencia, lo cual provoca numerosos efectos negativos.